# ما هوالونغ
ما هوالونغ (توفي في 2 مارس 1871 م) هو الزعيم الخامس للطريقة الصوفية الجهرية [الإنجليزية] في شمال غرب الصين، وهو أحد قادة تمرد ونغان ضد أسرة تشينغ منذ بداية التمرد وحتى استسلامه ووفاته سنة 1871 م.